# بيت لصور

تعديل مصدري - تعديل

بيت لصور هي إحدى قرى عزلة القارة بمديرية رصد التابعة لمحافظة أبين، بلغ تعداد سكانها 22 نسمة حسب تعداد اليمن لعام 2004.